# Aja (album)
Aja è il sesto album in studio del gruppo musicale statunitense Steely Dan, pubblicato il 23 settembre 1977.
Il disco raggiunse la terza posizione nella classifica USA e la quinta in quella del Regno Unito, diventando così l'album di maggior successo nella carriera del gruppo.

## Tracce
Tutti i brani sono stati composti da Walter Becker e Donald Fagen.
Lato 1
1. Black Cow – 5:10
2. Aja – 7:57
3. Deacon Blues – 7:37

Lato 2
1. Peg – 3:57
2. Home at Last – 5:34
3. I Got the News – 5:06
4. Josie – 4:33

## Classifiche
| Classifica (2021) | Posizione massima |
| ----------------- | ----------------- |
| Grecia            | 9                 |